# Vinstre
Der Vinstre (manchmal auch Vinstri) ist ein See in der norwegischen Provinz (Fylke) Innlandet. Er liegt südöstlich des Jotunheimen-Gebirges.
Zusammen mit dem Bygdin-See und dem Tyin-See ist er einer der größten Seen in der Region Valdres. Am Nordufer führt die mautpflichtige Straße Jotunheimvegen entlang.